# Sándor Anna (nyelvész)
Sándor Anna (Alsócsitár, 1951. január 28. –) nyelvész, a nyitrai Konstantin Egyetem docense, tanszékvezető.

## Élete
1974-ben végzett a pozsonyi Comenius Egyetem magyar-latin szakán, illetve 1983-ban történelem szakos tanári oklevelet szerzett. 1974–1985 között gimnáziumi tanár, majd 1990-től oktató a Nyitrai Pedagógiai Főiskolán (ma Konstantin Filozófus Egyetem) Magyar Nyelv és Irodalom tanszékén. 1986-ban kisdoktori, 2000-ben az ELTE-n magyar nyelvészetből PhD fokozatot szerzett. Ugyanott habilitált magyar nyelvészetből 2005-ben.
2001–2014 között a Nyitrai Konstantin Filozófus Egyetem Magyar Nyelv és Irodalom Tanszékének vezetője. Tudományos tevékenysége elsősorban a nyelvjáráskutatásra, nyelvföldrajzi kérdésekre és a szociolingvisztikára irányul. Néhány publikációja a névtan, fordítástudomány és az anyanyelvi oktatás kérdéseit is érinti.
A Magyar Nyelvtudományi Társaság tagja.

## Elismerései
- 1992 Magyar Nyelvtudományi Társaság Csűry Bálint emlékplakett
- 2009 UKF Egyetem rektori díja
- UKF Egyetem emlékérem
- 2011 Magyar Tudományos Akadémia – Arany János érem[1]
- 2015 A Magyar Érdemrend lovagkeresztje[2]
- 2016 Lotz János-emlékérem[3]

## Művei
- A koloni lyukas hímzés szakszókincse; ELTE–MTA Nyelvtudományi Intézet, Bp., 1993 (Magyar csoportnyelvi dolgozatok)
- 2000 Anyanyelvhasználat és kétnyelvűség egy kisebbségi magyar beszélőközösségben, Kolonban. Pozsony
- 2001 A nyelvi attitűd kisebbségben. In: Magyar Nyelv XCVII/1, 87-95.
- 2002 A társadalmi és földrajzi tényezők szerepe a Nyitra-vidéki tájszóállomány alakításában. In: Gyurgyík László – Kocsis Aranka (szerk.): Társadalom – Tudomány. Bratislava, 96-116.
- 2002 Az informális és formális beszédhelyzetek kontaktusjelenségei. In: Lanstyák I. – Simon Sz. (Red.): Tanulmányok a magyar-szlovák kétnyelvűségről. Bratislava, 114-126.
- 2004 A Nyitra-vidéki magyar nyelvjárások atlasza. Pozsony
- 2004 “...S a nagyszülők beszélni tanulnak az unokák nyelvén” (a Nyitra- vidéki nyelvjárásgyűjtés szociolingvisztikai tanulságaiból). In: P. Lakatos Ilona – T. Károlyi Margit (szerk.): Nyelvvesztés, nyelvjárásvesztés, nyelvcsere. Segédkönyvek a nyelvészet tanulmányozásához. Budapest, 205-201.
- 2005 A továbblépés lehetőségei a szlovákiai magyar nyelvjáráskutatásban. In: Vörös Ferenc (red.): Regionálisdialektusok, kisebbségi nyelvhasználat. Budapest-Nitra–Šamorín, 107-113.
- 2005 A nyelv a tér- idő-társadalom hármas függvényében. Publikácie Katedry madarského jazyka a literatúry I. In: Studia artis grammaticae et litterarum. Nitra, 9-25.
- 2005 A magyar nyelv helyzete a Szlovákiai felsőoktatásban. In: Kontra Miklós (szerk.): Sült galamb? Magyar egyetemi tankönyvpolitika. Šamorín – Dunajská Streda, 161-166. (tsz. Vančo Ildikó)
- Menyhárt József–Presinszky Károly–Sándor Anna: Szlovákiai magyar nyelvjárások. Egyetemi tankönyv; Konstantin Filozófus Egyetem Közép-európai Tanulmányok Kara, Nyitra, 2008
- Menyhárt József–Presinszky Károly–Sándor Anna: Bevezetés a szlovákiai magyar nyelvjárások tanulmányozásába. Egyetemi jegyzet; Konstantin Filozófus Egyetem Közép-európai Tanulmányok Kara, Nyitra, 2008
- Nyitragerencséri tájszótár – Sima Ferenc tájszóhagyatéka alapján (tsz. Tóth Katalin)